# Dikraneura ossia
Dikraneura ossia är en insektsart som beskrevs av Bryan Patrick Beirne 1952. Dikraneura ossia ingår i släktet Dikraneura och familjen dvärgstritar. Inga underarter finns listade i Catalogue of Life.